# Vasilij Gurko

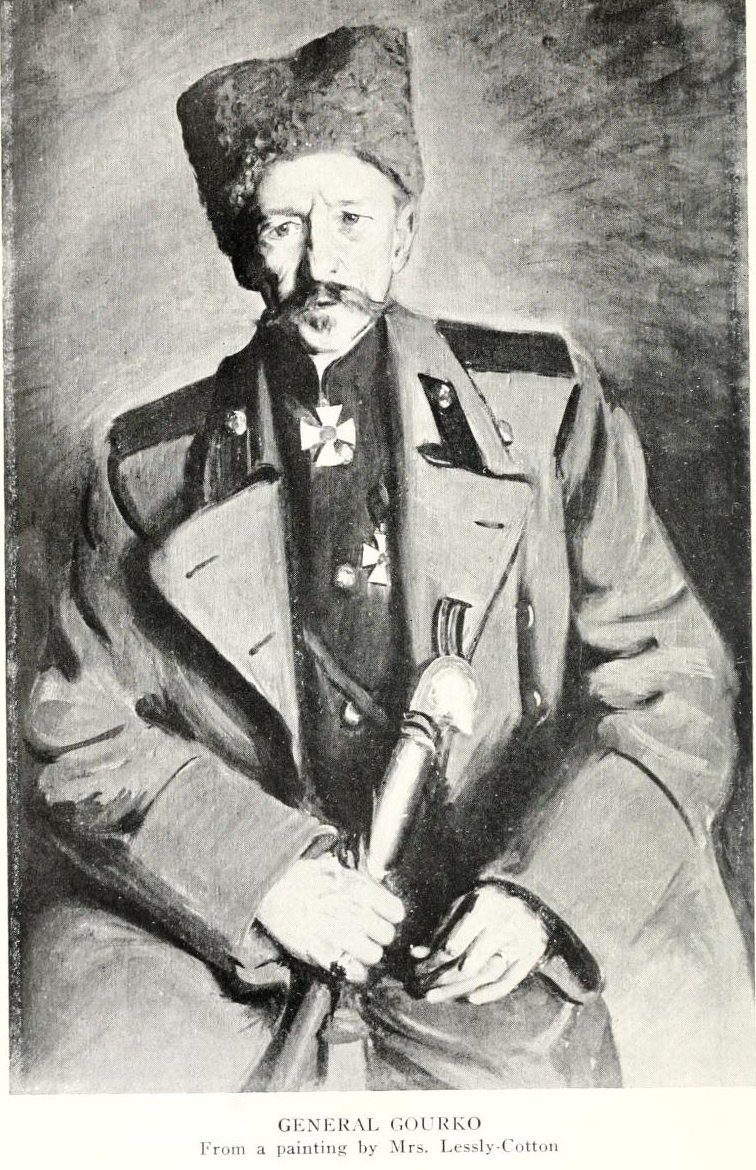
Vasilij Gurko

Vasilij Josifovitj Romejko-Gurko (ryska: Василий Иосифович Ромейко-Гурко), född 20 maj (gamla stilen: 8 maj) 1864 i Tsarskoje Selo, död 11 februari 1937 i Rom, var en rysk militär. Han var son till Josif Gurko.
Gurko blev officer vid kavalleriet 1885, överste 1900, generalmajor 1904 och generallöjtnant 1910. Han tjänstgjorde 1899–1902 som militärattaché vid brittiska armén i Sydafrika, 1904–05 som generalstabsofficer och kavalleribrigadchef i rysk-japanska kriget. Åren 1905–11 var han ordförande i den kommitté, som hade till uppgiften att skriva sistnämnda krigs historia. 
Vid första världskrigets utbrott var Gurko chef för 1:a kavalleridivisionen, blev 1915 chef för 6:e armékåren, samt 1916 för 5:e armén. Under tiden november 1916 till april 1917 var han under general Michail Aleksejevs sjukdom generalstabschef i högsta krigsledningen och april till juni 1917 chef för västra fronten. Aleksandr Kerenskij fråntog honom dock befälet, varefter han fängslades med frigavs och utvisades i september 1917. Han har utgett Memories and Impressions of War and Revolution in Russia 1914–1917 (1918, svensk översättning 1919).